# Agrasen ki Baoli
L'Agrasen ki Baoli, aussi connu comme l'Agar Sain ki Baoli ou l'Ugrasen ki Baoli, est un puits à degrés situé près de Connaught Place à New Delhi en Inde. Sa date de création est inconnue, mais il aurait été rebâti au XIVe siècle.